# Лет ит райд
Лет ит райд (англ. Let it Ride) — вариация покера для казино, где игрок играет против заведения. В отличие от других игр, где игрок часто доставляет ставки в процессе игры, здесь игрок может снять две из трёх ставок. Права на игру принадлежат компании Shuffle Master.

## Правила игры
Лет ит райд является разновидностью пятикарточного стада, где для составления комбинации игрок использует три своих карты и две общих карты дилера. Как и в большинстве покерных игр в казино, выигрыш выплачивается по таблице выплат, где максимальный коэффициент приходится на роял флэш и уменьшается вплоть до пары десяток - минимальной играющей комбинации. Ниже вы можете видеть стандартную
таблицу выплат, используемую в большинстве реальных и онлайн казино.
| Комбинация            | Выплаты   |
| Роял-флэш             | 1,000 к 1 |
| Стрит-флэш            | 200 к 1   |
| Каре                  | 50 к 1    |
| Фул-хаус              | 11 к 1    |
| Флэш                  | 8 к 1     |
| Стрит                 | 5 к 1     |
| Тройка                | 3 к 1     |
| Две пары              | 2 к 1     |
| Пара (десятки и выше) | 1 к 1     |

В начале игры игрок делает три одинаковые ставки в трёх специально отмеченных зонах бокса (со значками 1, 2, $). Дилер сдает карты — по
три карты каждому из участвующих игроков в закрытую и две или три себе (также в закрытую). Посмотрев свои карты, игрок должен сделать выбор:
снять одну из ставок (Pull Bet), при этом ставка возвращается обратно игроку, или оставить все три ставки на месте (Let it Ride, буквально
переводится как «пусть едет», отсюда и название игры). После того, как выбор сделан, дилер сбрасывает свою верхнюю карту (если он сдавал себе
три карты) и открывает вторую карту. Теперь игрок знает уже четыре карты, которые могут составить комбинацию. Перед ним вновь встает тот
же выбор: снять вторую ставку (Pull Bet) или оставить её (Let it Ride). После того, как выбор сделан, открывается последняя карта дилера и
игрок видит свою итоговую комбинацию. Дилер переворачивает карты всех игроков. Если выигрышной комбинации нет, то игрок теряет оставшиеся на
столе ставки. Если комбинация есть, то игрок получает на оставшиеся ставки выигрыш в соответствии с таблицей выплат.
Некоторые казино также предлагают побочную ставку, игрок может
поставить на то, что в его трёх картах будет содержаться выигрышная
комбинация — пара или тройка. Выплаты по дополнительной ставке
обычно слишком низкие, и её матожидание меньше −10 %.

## Стратегия игры
В игре игрок принимает два решения снимать или нет ставку. Оптимальная
стратегия указывает, при каких картах принимать то или иное решение.
С тремя картами необходимо оставлять ставку, если у вас:
- Играющая комбинация (то есть от пары десяток)
- Три карты к роял флешу
- Три последовательных карты к стрит флешу
- Три карты к стрит-флешу с разбросом 4 при одной старшей карте (выше десятки)
- Три карты к стрит-флешу с разбросом 5 при двух старших картах (выше десятки)

С четырьмя картами необходимо оставлять ставку, если у вас:
- Играющая комбинация,
- Четыре карты к роял флешу, стрит флешу или флешу
- Четыре карты к двухстороннему стриту
- Четыре карты к одностороннему («дырявому») стриту при хотя бы одной старшей карте (выше десятки)

Играя по данной оптимальной стратегии, вы обеспечите казино преимущество 3,51 %.